# Hans Bäßler
Hans Bäßler (* 1946 in Wedel) ist ein deutscher Musikpädagoge, Kirchenmusiker und Hochschullehrer.

## Leben
Hans Bäßler studierte nach dem 1965 bestandenen Abitur in Hamburg Theologie, Philosophie und Kirchenmusik. 1968 legte er im Fach Theologie die Prüfungen zum Staatsexamen für das höhere Lehramt ab. Im selben Jahr begann er ein Studium der Schulmusik an der Hochschule für Musik und Darstellende Kunst in Hamburg. In den Jahren 1973 und 1974 war Bäßler Referendar am Gymnasium Willhöden im Hamburger Stadtteil Blankenese sowie am Christianeum in Hamburg-Othmarschen. Anschließend war er am Gymnasium Willhöden als Lehrer für Musik, evangelische Religion, Philosophie und Psychologie beschäftigt. In den Jahren 1978 und 1979 nahm er an der Musikhochschule Lübeck einen Lehrauftrag für Klavierpraxis wahr, von 1980 bis 1982 lehrte er dort ebenfalls Musikdidaktik. Ab 1979 bis 1994 war Bäßler Studienleiter für Musikpädagogik am Landesinstitut Schleswig-Holstein für Praxis und Theorie der Schule.
1994 wurde Bäßlers Doktorarbeit zum Thema „Musik als Zeiterfahrung“ angenommen, im selben Jahr nahm er den Ruf der Hochschule für Musik und Theater Hannover auf eine Professur für Musikpädagogik an. Diese Stelle hatte er bis zu seinem Übergang in den Ruhestand im März 2014 inne. Bäßler blieb aber lehrend tätig: Bis 2016 war er an der Musikhochschule Lübeck Professor für Musikpädagogik, 2017 trat er an der Hamburger Hochschule für Musik und Theater eine Seniorprofessur für Musikpädagogik an.
Neben seiner Arbeit als Musikpädagoge war Bäßler in der Zeit von 1970 bis 1994 als Organist in der Hamburger Hauptkirche St. Petri tätig. Von 1985 bis 2014 war er Mitherausgeber der Zeitschrift Musik und Bildung. Ab 1985 saß er im Bundesvorstand des Verbandes Deutscher Schulmusiker und hatte dort von 1996 bis 2006 das Amt des Bundesvorsitzenden inne. 1991 war er Gründungsdirektor des Mecklenburg-Vorpommerschen Landesinstituts für Schule und Ausbildung. Im Zeitraum 1993 bis 2001 gehörte Bäßler dem Vorstand der Bundesfachgruppe Musikpädagogik an und übte von 1997 bis 2001 dort das Amt des stellvertretenden Vorsitzenden aus.
Von 1998 bis 2002 war Bäßler Vorsitzender des Vereins „Musik für heute“, saß 2002 erstmals in der Jury des Bundeswettbewerbes „Jugend musiziert“, war 2005 Mitglied der Jury des Deutschen Musikwettbewerbs und von 2002 bis 2004 für musikalische Fragen im Stab des Bundespräsidenten zuständig. Von 2009 bis 2013 gehörte Bäßler dem Vorstand des Deutschen Musikrates an.
Bäßler veröffentlichte musikpädagogische Lehr- und Sachbücher, darunter Neue Musik seit 1960 (1999), Reisen mit Bach. Projekte im Musikunterricht (2000), Mönche, Minne, Musici – Musik im Mittelalter (2000) und Geistliche Musik als lebensweltliche Erfahrung in und durch Musik (2003).